# 宮地元彦
宮地 元彦（みやち もとひこ、1965年 - ）は、日本のスポーツ科学者。学位は博士（体育科学）（筑波大学・1999年）。早稲田大学スポーツ科学部教授。コロラド大学ボルダー校客員教授。日本学術会議会員。

## 経歴

### 生い立ち
愛知県生まれ。体育教師になろうと考え、1988年鹿屋体育大学体育学部スポーツ体育課程卒業。1990年鹿屋体育大学大学院体育学研究科修士課程修了。1999年筑波大学 博士（体育科学）。

### スポーツ科学者として
1990年川崎医療短期大学助手。1991年川崎医療福祉大学健康体育学科助手。1995年川崎医療福祉大学健康体育学科講師。1999年川崎医療福祉大学健康体育学科助教授、筑波大学より博士（体育科学）を授与される。2001年コロラド大学ボルダー校キネシオロジー学科客員教授。2003年国立健康・栄養研究所健康増進研究部身体活動調査研究室室長。2005年厚生労働省運動所要量策定WG委員。2006年国立健康・栄養研究所健康増進プログラム運動ガイドラインプロジェクトプロジェクトリーダー、厚生労働省標準的な健診保健指導のあり方に関する検討会委員。2008年厚生労働省特定健診・保健指導の実施に関するWG委員。2011年国立健康・栄養研究所健康増進研究部部長、厚生労働省健診・保健指導に関する検討会委員、厚生労働省健康日本21最終評価チーム構成員。2012年 厚生労働省運動基準・運動指針改定のための検討会委員。2013年厚生労働省国民健康・栄養調査企画・解析委員会委員。2014年厚生労働省健康日本21推進委員会委員。2015年医薬基盤・健康・栄養研究所健康増進研究部部長、日本学術会議連携会員。2016年スポーツ庁運動・スポーツガイドライン策定検討会委員。2017年医薬基盤・健康・栄養研究所身体活動研究部部長、国土交通省自転車活用推進に向けた有識者会議委員、東京都スポーツ振興審議会委員。2018年日本学術会議会員。2020年東京都自転車活用推進検討会委員。2021年早稲田大学スポーツ科学学術院教授。2022年厚生労働省国民健康・栄養調査企画・解析委員会委員。

## 著作
- 『エビデンスと実践事例から学ぶ運動指導』中央法規出版 2009年
- 『症状別みんなのストレッチ : 「痛い」「つらい」がすっきり！』小学館 2012年
- 『たったこれだけで血管は強くなる！』日本文芸社 2012年
- 『Q&Aでわかる食事・運動指導のエビデンス50』（鈴木志保子と共編著）中央法規出版 2013年

### 編集
- 『はじめてとりくむ身体活動支援 : メタボ・フレイル時代の栄養と運動』医歯薬出版 2019年

### 監修
- 『目で見る運動生理学 Exercise physiology v. 2 呼吸・循環器系の科学』医学映像教育センター 2010年
- 『NHKきょうの健康100歳まで元気に歩ける体づくり「75のコツ」』主婦と生活社 2013年
- 『わたしたちは健康家族!! : 健康日本21（第二次）』健康・体力づくり事業財団 2013年
- 『+10（プラス10）で健康増進! : 健康日本21（第二次）アクティブガイド : 健康づくりのための身体活動指針』健康・体力づくり事業財団 2014年
- 『不調が消える！ふりふりストレッチ』宝島社 2015年

### DVD
- 『運動で健康 たるみにサヨナラ！』NHKエンタープライズ 2013年
- 『運動で健康 安心・らくらく中高年の運動術』NHKエンタープライズ 2014年
- 『健康長寿 100歳まで歩ける体づくり』NHKエンタープライズ 2014年